# Mesa de Fuerzas Políticas y Sindicales del País Valenciano
La Mesa de Fuerzas Políticas y Sindicales del País Valenciano (Taula de Forces Polítiques i Sindicals del País Valencià) fue un organismo colectivo aparecido de la fusión de la Junta Democrática de España en Valencia y del Consejo Democrático del País Valenciano en 1976. Pretendía ofrecer un frente unitario democrático y representativo de todas las fuerzas políticas y sindicales de la Comunidad Valenciana en medio del proceso de la Transición española. Entre los acuerdos que se tomaron destacaban:
- Organizar un proceso preautonómico con la formación de una Generalidad provisional.
- Cooficialidad del idioma valenciano y el castellano.
- Establecimiento de un marco jurídico basado en los principios y las instituciones de un estatuto de autonomía.
- Elección de representantes para una Asamblea Constituyente del País Valenciano.
- Restablecimiento de las libertades fundamentales (reunión, expresión, manifestación).
- Derogación y supresión de leyes e instituciones de la dictadura franquista.
- Amnistía para los presos políticos.

Desde un principio formaban parte de la Mesa Comisiones Obreras (CCOO), Convergència Socialista del País Valencià (después Partit Socialista del País Valencià, PSPV), Demócratas Independientes del País Valenciano, Organización Comunista de España (Bandera Roja) (OCE-BR), Partido Comunista de España (después Partido Comunista del País Valenciano), Partit Socialista d'Alliberament Nacional (PSAN), Partido Socialista Popular (PSP), Partido Carlista, Partido Socialista Obrero Español (PSOE), Partido del Trabajo de España, Unificación Comunista de España, Unió Democràtica del País Valencià (UDPV) y la Unión Sindical Obrera. Poco después se unió la Unión General de Trabajadores (UGT) y se desligó la OCE-BR.
Realizó diversas reuniones con organizaciones similares de toda España y representó a la Comunidad Valenciana en la Coordinación Democrática, organismo que englobó todas. La Mesa organizó manifestaciones en defensa de sus reivindicaciones y propuso celebrar el Día de la Comunidad Valenciana, prohibido entonces. Se disolvió durante el proceso electoral de 1977.
- Datos: Q9031855